# Комітет 300
Ієрархія змовників: Комітет 300 (англ. The Conspirators' Hierarchy: The Committee of 300) — скандальна книжка Джона Коулмана (за його власним твердженням — колишнього співробітника британських спецслужб). Видана у 1992 році. Викладає з конспірологічних позицій тему світового уряду.
«Комітет 300» змальовується як верховний орган, який, на думку автора, управляє світом з 1897 року. Метою заздалегідь сконструйованого плану є створення єдиного уніфікованого світу та єдиного світового уряду. Все духовне життя зосередиться в рамках однієї церкви, яка начеб-то таємно вже діє з 1920 року. За основними напрямками вже ведуться секретні дослідження і розробки в таємних лабораторіях світового уряду.
На думку Коулмана, в «Комітет 300» входять найвпливовіші політичні фігури, як, наприклад, Джордж Буш, майже всі королівські доми Європи, а також Девід Рокфеллер та інші великі фінансисти.
Навіть ліберально-демократичні реформи 1990-х років в Росії, за Коулманом, були етапом залучення російського керівництва в стратегію «Комітету 300», члени якого віддавали накази особисто Борису Єльцину.